# Tokarka (Beskid Żywiecki)
Tokarka (568 m) – wzgórze w Grupie Lipowskiego Wierchu i Romanki w Beskidzie Żywiecko-Orawskiem. Znajduje się w zakończeniu północno-zachodniego grzbietu Jastrzębicy. Grzbiet ten oddziela potok Trzebinkę (stoki zachodnie) od potoku Przyłękówka (stoki wschodnie). Tokarka znajduje się w granicach miejscowości Trzebinia i Świnna w województwie śląskim, w powiecie żywieckim, w gminie Świnna.
Tokarka to nazwa dawnego pochodzenia, podawał bowiem ją bowiem już Andrzej Komoniecki (1658–1728), autor „Chronografii albo Dziejopisu Żywieckiego”. Z Trzebini do Sopotni Małej przez Tokarkę, Wójtowski Wierch, Pawlacki Wierch, Jastrzębicę i Przełęcz u Poloka prowadzi niebieski szlak turystyczny, omijający jednak ich szczyty. Można jednak na nie dotrzeć drogami leśnymi.
W 2015 roku na Tokarce spotykany był niedźwiedź.